# توالت بی‌جنسیت

یکی از نمادهای سرویس بهداشتی بی‌جنسیت

سرویس بهداشتی بدون جنسیت (به انگلیسی: gender-neutral toilet) یا سرویس بهداشتی دوجنسی (به انگلیسی: unisex toilet) یک سرویس بهداشتی یا حمام عمومی است که هر فردی بدون توجه به جنس و جنسیت خود می‌تواند از آن استفاده کند
این سرویس‌های بهداشتی توسط تمام مردم قابل استفاده‌است اما بیشتر توسط افرادی استفاده می‌شود که جنسیت مبهمی دارند یا در چارچوب مرد یا زن بودن قرار نمی‌گیرند مانند تراجنسیتیها، اینترسکس‌ها و غیره.

## نمونه‌های مشهور

### آرژانتین
در سال ۲۰۱۲ دانشگاه بین‌المللی لاپلاتا تمام سرویس‌های بهداشتی دانشجویان رشته روزنامه‌نگاری را به سرویس‌های بدون جنسیت تبدیل کرد

### تایلند
در پاییز ۲۰۰۳ دانشکده فنی چیانگ مای در تایلند یک سرویس بهداشتی عمومی بدون جنسیت به نام «نیلوفر صورتی» برای دانشجویان کتو ای ایجاد کرد. قبل از این تصمیم دانشجویان کتو ای در استفاده از سرویس مردان یا زنان دچار مشکل بودند و مورد آزار و اذیت قرار می‌گرفتند